# شلغم میوه بهشته
شلغم میوهٔ بهشته رمانی اثر نویسنده اهل ایران، علی‌محمّد افغانی است که در سال ۱۳۵۵ در تهران منتشر شد.
این کتاب روایت دو خانواده ایرانی با دیدگاه و سبک متفاوت از زندگی است که پسر ۱۲ ساله یکی از این دو خانواده به نام عابدین از شدت علاقه به شلغم و خوردن مداوم آن، روز به روز چاق‌تر می‌شود و هیچ‌کس هم علت این اتفاق را نمی‌فهمد.